# 유럽 연합 사법재판소

유럽 연합 사법재판소(Court of Justice of the European Union, CJEU)은 유럽 연합(EU)에 설치되어 있는 사법재판소이다. EU 안에서는 최고 법원에 해당한다. 룩셈부르크에 위치해 있다.

## 개요
EU에서는 유럽 의회나 유럽 각료 이사회, 유럽 위원회 등의 기관이 법률을 제정·집행하고 있지만 이것들이 로마 조약이나 마스트리흐트 조약 등의 EU의 기본 조약과 맞지 않은 일이 일어날 수 있다. 예를 들자면, 한 나라의 국내에 있는 법률이 헌법의 규정에 맞지 않는 상황일 경우에는 그 나라의 법원에서 헌법과 법률을 해석하여 적합성의 심사를 한다. 그런데 EU법에 대해서 가입국내의 법원이 판단을 내리게 되면 그 판단이 EU전체적으로 통일된 판단이 아닌 경우가 생길 수 있다. 이때 로마 조약에 의해서 유럽 사법 재판소는 EU법에 대하여 배타적으로 판단하는 권한이 주어져 통일적인 법의 해석을 실시하고 있다.
또한 가입국이 EU조약·법률로 정해져 있는 의무를 이행하지 않는 경우에는 유럽 위원회의 청구를 받고 유럽 사법 재판소는 위법 상태의 인정을 실시하거나 위법으로 여겨진 해당국이 대응하지 않을 때에는 고액의 벌금을 청구하는 등의 활동으로서 EU법, 특히나 기본 조약 존중의 확보에 임하고 있다.
유럽 연합 사법재판소은 협의 자문관 (Consultative Competence) 제도를 실행하고 있으며, 무엇보다도 계쟁권 (Contentious Competence)을 가지고 있다. 계쟁권 덕분에 회원국, 기관 그리고 심지어는 개인이나 기업도 유럽 사법 사법재판소에 제소가 가능하다. 또한 유럽 연합 사법재판소은 유럽 연합 기구의 결의에 대한 무효 소송, 기구의 결정 유보에 따른 유예기간 초과 제소, 유럽 연합의 법을 준수하지 않는 회원국을 상대로 한 제소 등에 판결을 내릴 수 있다. 그 밖에도 유럽 사법재판소은 회원국 법원으로 이송 후 유럽 연합 법의 해석과 유효성에 관한 유권해석을 한다. 판결 사례가 풍부한 유럽 연합 사법재판소은 일상 생활에서 유럽 건설과 유럽 통합에 기여하고 있다.

## 역사
- 1952년 - 유럽석탄철강공동체(ECSC)가 설립되면서 '유럽석탄철강공동체법원'란 이름으로 설립되었다.
- 1958년 - 유럽경제공동체(EEC), 유럽원자력공동체(Euratom)가 설립되면서 유럽공동체법원(유럽 법원)이 된다.
- 1989년 - 유럽제1심법원(European Court of First Instance)가 병설된다.
- 2005년 - 특별법원으로써 유럽연합공무원법원(European Union Civil Service Tribunal)가 설치된다.

## 구성
유럽 연합 사법재판소은 로마 조약에 의하여 27명의 판사와 8명의 법무관으로 구성되어 있다.
- 판사(Judge)
판사의 임명하는 방법은 다음과 같다. 각 가입국은 각자의 나라의 국적을 가지는 사람 1명을 추천해서 전가입국이 서로 승인하는 것으로 선출된다. 보통 판사의 수는 가입국의 수로 일치하지만 유럽 연합 사법재판소에는 반드시 홀수 인원수의 판사를 두게 되어 있으므로 가입국수가 짝수가 되었을 때에는 추가의 판사 1명이 임명된다. 임기는 6년으로, 재임할 수 있다. 3년마다 13명, 또는 14명을 바꿔서 뽑는다. 임명된 판사는 호선으로 유럽 연합 사법재판소장(President of the Court)을 선출한다. 소장의 임기는 3년에 재임이 가능하다. 2025년 현재의 소장은, 2003년 10월 7일에 취임한 그리스 출신의 바실리오스 스쿠리스(Vassilios Skouris)가 맡고 있다.

- 법무관(Advocates General)
법무관은 사법재판소의 계속(係屬) 사건에 대해 공평하고 독립한 입장으로 의견을 말하는 자리로, 판사를 보좌한다.(다만 법무관의 의견은 직접적으로 판사를 구속하는 것은 아니다.) 판사와 같게 법무관은 각국의 추천을 받아 전가입국의 상호 승인을 거쳐 임명되지만 2018년 현재 11명의 법무관중 6명은 유럽 연합의 6 대국(독일, 프랑스, 영국, 이탈리아, 스페인, 폴란드)의 국적을 가지는 사람으로부터 임명되어 나머지의 5명은 6대국 이외의 회원국에서 윤번제로 임명된다. 또 사법재판소는 11명의 법무관중에서 1명을 수석 법무관(First Advocates General)으로 임명한다. 수석 법무관의 임기는 1년으로, 제１심 사법재판소의 판결에 대해 유럽 연합 사법재판소에서 심사여부를 제안한다. 리스본 조약에서 법무관에 대해서 본래의 5 대국에 더하여 예전부터 요구하고 있던 폴란드도 임명하게 되었으며 전체의 인원수도 8명에서 11명으로 증가되었다. 이 외에도 사법재판소는 사무를 총괄하는 사무국장(Registrar; 임기 6년, 재임 가능)을 임명하고 있다.

## 같이 보기
- EFTA 법원